# Glabrocyphella ellisiana
Glabrocyphella ellisiana är en svampart som beskrevs av W.B. Cooke 1961. Glabrocyphella ellisiana ingår i släktet Glabrocyphella och familjen Marasmiaceae.   Inga underarter finns listade i Catalogue of Life.